# Iraks historie
Iraks historie rækker mindst 9000 år tilbage.
I det frugtbare område Mesopotamien mellem floderne Eufrat og Tigris opstod nogle af verdens ældste civilisationer så som sumererne, babylonerne og assyrerne. Nutidens Irak regnes for at have været hjemsted for skiftende højkulturer i mindst 7000 år. Området var i lang tid en del af Persien, men i 656 blev det erobret af araberne, og i 762 flyttede kalifatet til den nye by Bagdad (i nærheden af det gamle Babylon). I 1258 blev området okkuperet af mongolerne, som plyndrede og ødelagde Bagdad. Denne by forblev dog centrum for den arabiske og den muslimske verden, indtil den blev indlemmet i Det osmanniske rige i 1534.

## 1915-1956 Staten Irak oprettes som britisk mandat
I 1915 erobrede britiske tropper store dele af Mesopotamien fra osmannerne og slog de to osmanniske vilajeter (provinser) Bagdad og Basra sammen under navnet Irak. Senere blev også vilajetet Mosul, hvor de fleste indbyggerne var kurdere, lagt ind under den nye stat. Modsætningerne mellem de forskellige folkegrupper, som på denne måde var blevet forenet, har præget landets senere historie.
Under forhandlingerne om ændring af alliancetraktaten med Storbritannien af 10. oktober 1922 afløstes sir Percy Cox af sir Henry Dobbs som britisk højkommissær i Bagdad i september 1923, og en ny traktat undertegnedes den 25. marts 1924, indeholdende de ved protokol af 30. april 1923 vedtagne ændringer i traktaten fra 1922. En konstituerende nationalforsamling åbnedes samtidig og indvilligede efter nogen modstand i, at alliancetraktaten ratificeredes. I august 1924 vedtog nationalforsamlingen en forfatning, hvor efter parlamentet skulle bestå af to kamre: et senat på 20 medlemmer valgte af kong Feisul, og et andetkammer på 88 medlemmer valgte ved almindelig stemmeret. Valgene afholdtes i juni 1925, og parlamentet holdt sin første samling juli—oktober samme år.
Efter Iraks frigørelse fra det tyrkiske åg i 1918 skete der store fremskridt i mange retninger, både med hensyn til undervisning, sundhedsvæsen, trafik, handel og industri. Iraks rigdomme, som havde været uudnyttede siden arabernes herredømme, kom atter til anvendelse: bomuld, korn, dadler samt petroleum (olie) var hovedprodukterne. "Anglo-Persian Oil Co." og "Turkish Petrole Co." fik store koncessioner, henholdsvis i Sydirak ved Basra og i nord omkring Mosul. Den store grænsestrid med Tyrkiet om Mosul endte med, at sagen appelleredes til Folkeforbundet, og ved beslutning af 15. december 1925 tilkendte forbundsrådet Irak byen. Ved en traktat af 5. juni 1926 mellem Irak, Tyrkiet og Storbritannien blev den endelige grænseordning truffet.
Forholdet til Storbritannien vedblev dog at være spændt, og en ny traktat af 13. januar 1926 bragte ingen bedring. Araberne i Irak ønskede mere statslig selvstændighed og adgang til Folkeforbundet. For at fremme disse planer aflagde Kong Faisal besøg i London i Oktober. Resultatet blev en ny traktat af 14. december 1927, hvori Storbritannien formelt anerkendte Irak som en uafhængig, suveræn stat og lovede, forudsat den nu herskende fremgang fortsattes, at støtte Iraks optagelse i Folkeforbundet i 1932; dog skulle Storbritannien vedblive at holde en højkommissær i Irak og varetage landets udenrigske anliggender. Selv om den nye traktat ikke vandt almindeligt bifald blandt araberne, syntes dog forholdet mellem de to lande at have bedret sig, og englænderne trak efterhånden de fleste af deres tropper bort, undtagen en mindre luftstyrke. Der imod nægtede Persien endnu at anerkende Irak som stat, og grænseforholdet både til Persien og Centralarabiens nye stat Nedjd (senere: Saudiarabien) var stadig ret spændt. I 1928 afløstes sir Henry Dobbs af en ny højkommissær Sir Gilbert Clayton.

### Selvstændig stat
Briterne styrede, med hård hånd, landet som mandatområde frem til 1932, da Irak blev erklæret som et selvstændigt kongedømme under hashimitten Faisal, og Irak blev dette år også medlem af Folkeforbundet. Under hele perioden under briterne var Irak præget af arabiske og kurdiske oprør, og det hasjemitiske kongehus blev også efter sin oprettelse stadig udsat for kupforsøg. Kong Faisal døde i 1933 og blev efterfulgt af kong Ghazi, som igen døde i 1939 og blev efterfulgt af sin mindreårige søn kong Faisal 2..
Det irakiske kongehus var svagt, og Irak var bortset fra navnet en britisk koloni frem til invasionen af Suez i 1956. Briterne beholdt sine militærbaser i landet, og Irak stod også under britisk okkupation i fem år efter et kupforsøg i 1942. Enhver modstand mod kong Faisal blev hårdt slået ned, og briterne bedrev i den sammenhæng en udstrakt terrorbombning mod såvel civilbefolkningen som landbruget. Briternes holdning til den irakiske civilbefolkning blev blandt andet tydeliggjort gennem Winston Churchills udtalelse om virkemidler mod kurderne:
"Jeg forstår ikke fejheden, som råder vedrørende brugen af gas. Selv er jeg stærkt for anvendelse af gas mod uciviliserede stammefolk."
Fra 1950-erne var USA også aktiv i Irak. CIA havde et afdelingskontor i landet, og personalet der havde stående ordrer om at tilbyde støtte i form af penge og våben til politiske ledere, militære ledere, sikkerhedsministre og andre magtpersoner, og til på denne måde at oprette antikommunistiske alliancer.

## Republikken 1958 - 1967
En gruppe militære under ledelse af nationalisten Abd al-Karim Qassim og Abd al-Salam Arif tog magten ved et kup den 14. juli 1958, afsatte kongen og indførte republikken (kendt som 14. juli revolutionen). Bagdadpagten, som regulerede Iraks alliance med Vesten, blev ophævet, og politiske forbindelser blev oprettede med Sovjetunionen.
En række sociale og politiske reformer blev indført under det nye styre, blandt andet blev en mere decentral styreform indført. Kurdisk sprog og nationalitet blev igen anerkendt, og den kurdiske eksilleder Mustafa Barzani fik mulighed for at vende hjem. Irakiske myndigheder arbejdede også for at få national kontrol over, og sikre sig indtægter fra, landets enorme olieressourcer.
For USA's ambassade i Irak kom kuppet som et chok. Efter, at det nye regime fandt omfattende dokumentation for samarbejde mellem CIA og det gamle regime i dets arkiver, og efter, at en agent ansat som skribent for CIA-frontselskabet American Friends of the Middle East blev arresteret og forsvandt, blev CIA's stationskontor evakueret. CIA's afdelingsleder for Mellemøsten, Kermit Roosevelt jr., berømt som Theodores barnebarn og for sin rolle som verdens første økonomiske lejemorder under kuppet i Iran i 1953, trak sig efter dette og blev erstattet af James Critchfield. Critchfield fattede hurtig interesse for Ba'ath-partiet efter, at dette udførte flere mislykkede kupforsøg mod Qassim.

I 1963 overtog major Abdul Salam Arif magten ved det såkaldte Februarkup, og efter hans død i 1966 overtog hans broder Abdul Rahman Arif præsidentskabet. Ba'ath-partiet deltog også i kuppet i 1963, og fik ifølge Saddam Husseins biograf, Said Aburish, støtte fra CIA. Amerikanerne så Ba'athpartiet som en modvægt mod kommunisterne, efter som det irakiske kommunistparti ved siden af Ba'ath var den eneste politiske masseorganisation i landet uden for de kurdiske områder. Fra CIA fik det nye regime oversendt lister over medlemmer af kommunistpartiet, og disse blev arresterede i tusindvis over hele landet.
Ba'athpartiet blev imidlertid fjernet af de militære ved et nyt kup efter blot nogen måneder ved magten.

## 1968-2003 Baathpartiet ved magten
I 1968 gennemførte Ba'athisterne et nyt kup, som var bedre planlagt end kuppet i 1963. Også denne gang fik de ifølge journalisten John Pilger støtte fra CIA..
Denne gang nåede Ba'athisterne at konsolidere deres herredømme, som skulle vedvare til den amerikanske invasion i 2003. Under Ba'athregimet var magten fortsat baseret på et netværk af officerer med baggrund i sunniarabiske stammer fra det nordlige og vestlige Irak.
Ba'athpartiet styrede med hård hånd ved hjælp af flere hemmelige overvågningsorganisationer. Tilhængere af monarkiet og andre modstandere af det nye regime blev forfulgt, og brug af totur var udbredt.
Samtidig gennemførte partiet også et omfattende socialt reformprogram, finansieret med enorme olieindtægter. Der blev indført en velfærdsstat med gratis skolegang og sundhedsvæsen, og kvinders rettigheder blev styrkede. Efterhånden voksede der en omfattende middelklasse med vestlig levestandard. I 1991 befandt Irak sig i verdenstoppen, både når det gjaldt læsefærdigheder blandt voksne, med 95 %, og når det gjaldt befolkningens levestandard generelt. Et fænomen som tiggeri var nærmest ukendt før, det internationale samfund iværksatte sanktioner i 1991.

### Saddam Husseins regime
Da Ba'ath-partiet tog magten i 1968, blev Saddam Hussein leder for partiets hemmelige politi. Efter at have fjernet alle rivaler kunne han overtage stillingen som præsident i 1979. CIA skal ikke kun have bragt Ba'ath-partiet til magten, men også have skaffet Hussein "personlig hjælp og støtte, finansiel støtte under krigen med Iran, og beskyttelse mod kupforsøg" hævder John Pilger.
Under Husseins ledelse udviklede Ba'ath-partiet et blodig diktatur for at opretholde det sunniarabiske mindretals herredømme over for det sjia-arabiske flertal og det store mindretal af ikke-arabiske kurdere. Saddam støttede sig først og fremmest til sine egne slægtninge fra Tikrit-området.

Den kurdiske befolkning blev under Hussein udsat for systematisk folkemord. Mange tusinde landsbyer blev ødelagte, og indbyggerne blev dræbt eller tvangsforflyttede. Regimet anvendte blandt andet kemiske våben mod den kurdiske minoritet i Nordirak. Det mest kendte eksempel på dette er gasangrebet på Halabja i 1988, hvor ca. 5.000 mennesker blev dræbt af det irakiske luftvåben. Så mange som 200.000 kurdere kan være blevet dræbt under Saddams kampagne i 1988.

### Ba'athregimets internationale politik
Ba'athregimets magtovertagelse blev internt i USA's efterretningsmiljøer betragtet som en succes, og det fik tilnavnet favoritkuppet. Den daværende stationschef for CIA i Mellemøsten, James Critchfield, udtalte også senere at "vi betragtede det som en stor sejr".
Regimet førte imidlertid ikke en politik efter USA's ønsker. Ba'ath-partiet inviterede i 1969 Sovjetunionen til at udvikle landets olieindustri og indgik i 1971 en samarbejdsaftale med det irakiske kommunistparti om udvikling af et socialistisk Irak. Kommunisterne blev også taget med i regeringen.
Olieindustrien blev nationaliseret i 1972, og samme år underskrev daværende vicepræsident Saddam Hussein en venskabsaftale med Sovjetunionen, som også blev Iraks vigtigste våbenleverandør.
Både Irak og nabolandet Syrien havde regeringer udgåede fra Ba'ath-partiet, men de to grene af Ba'ath-partiet udviklede sig snart til bitre fjender. Saddam Hussein ønskede at blive den ledende arabiske statsmand og forsøgte at undergrave Hafez al-Assads regime i Syrien. Han tog også skarpt afstand fra den fredspolitik over for Israel, som blev ført af Egypten og Jordan.
For USA var Iraks udenrigspolitik et stort problem, ikke mindst den fjendtlige holdning til Israel.
 For at svække den irakiske regering indledte amerikanerne derfor et samarbejde med Israel og shahen af Iran om betydelig økonomisk og militær støtte til den kurdiske leder Mustafa Barzanis oprørsstyrker i Nordirak. Våben blev sendt ind til kurderne gennem Iran. Det første år bidrog CIA med 5 millioner USD, mens de andre samarbejdslande til sammen gav 7. På Henry Kissingers anbefaling blev denne støtte betydeligt øget de følgende år og kom hurtigt over hundrede millioner USD. Ifølge en amerikansk rapport bandt kurdiske oprørere i denne periode op mod to trediedele af de irakiske styrker.
Shahen af Iran indgik imidlertid en venskabsaftale med Irak i 1975 og stansede da alle våbenleverancer og anden militær støtte til de irakiske kurdere. Saddam stansede på sin side irakisk støtte til kurdiske militser på iransk side. Den irakiske hær havde der efter små problemer med at nedkæmpe kurdisk modstand. Barzani og flere hundrede tusinde af hans tilhængere flygtede over grænsen til Iran.

### Udenlandske holdninger til Irak
Efter revolutionen i Iran i 1979 ændrede også vestlige stormagters holdning til Irak sig, og især Storbritanniens og USA's statsledere gik langt i at beskrive det som "en kraft for moderation" og som en "kilde til stabilitet i området". Handelsaftaler blev indgåede, her under betydelige officielle og uofficielle våbensalg. Ved siden af dels avancerede konventionelle våben udstedte britiske og amerikanske myndigheder også eksportlicenser for våben, som ikke var tilladte at bruge i krig. Også dele til avancerede atomfysiske reaktorer blev med amerikanske myndigheders hjælp uofficielt eksporterede fra USA. På spørgsmål om denne eksport svarede et tidligere medlem af Bush-administrationen i et interview med Channel 4, at administrationen "kendte til Iraks program for udvikling af atombomber, men ... han var vores allierede.»

Både i USA og i Storbritannien udløste dette større politiske skandaler i begyndelsen af 1990-erne og bød på betydelige problemer for George Bush (senior) under hans valgkamp. Undersøgelseskommissioner nedsatte af USA's kongres i 1992 og i 1994 afslørede, at avancerede missilsystemer var blevet solgt til Irak via mellemmænd, blandt andet i Sydafrika, og at komponenter til giftgas var blevet solgte fra et firma i Maryland med hemmelige eksportlicenser udstedte af handelsdepartementet og godkendte af udenrigsdepartementet. Det blev også afsløret, at Bush-administrationen havde beordret en dækoperation for at skjule eksporten og blandt andet havde fået udført ændringer i, og dels sletning fra, handelsdepartementets arkiver.
En tilsvarende politisk skandale rasede på samme tid i Storbritannien, hvor det blandt andet blev afsløret, at miltbrand-bakterier (antrax) blev solgt til Irak fra det statslige Porton Down laboratoriet. Thatchers regering havde benyttet våbenproducenten Astra som kanal for ulovlig våbeneksport til Irak, og Jordan var blevet anvendt som transitland.
Internt i CIA førte de ofte skiftende alliancer til, at Irak fik tilnavnet The house of broken toys - huset af ødelagte legetøj, og stillingen som stationsleder for Irak kom til at blive betragtet som en uriaspost.
For Norges vedkommende blev spørgsmålet om våbeneksport til Irak et politisk tema i 1988, da Fremskrittspartiet foreslog, at også norske våbenproducenter skulle få lignende eksportlicenser. Argumentationen var blandt andet, at landets allierede bedrev en sådan eksport. Bemærkelsesværdig var ikke blot, at forslaget blev rejst, mens Irak var i krig, men også, at det blev rejst efter, at Iraks brug af kemiske våben var blevet offentlig kendt. Stortinget nedstemte imidlertid forslaget. [kilde mangler]
Den 7. juli 1981 bombede Israel Iraks atomreaktor ved Osiraq for at forhindre Hussein i at producere atomvåben (Operation Opera).

### 1980-1988 Krigen mellem Iran og Irak (Otteårskrigen)
Iran, under ledelse af ayatollah Khomeini og det iranske præsteskab, blev anset som en trussel både af Vesten, af deres allierede arabiske lande og af Sovjetunionen. Efter revolutionen mod shahen af Iran havde ledende vestlige nationer ikke blot mistet tilgangen på enorme olieressourcer og et strategisk vigtigt område, USA var også blevet kraftig ydmyget ved den langvarige belejring af landets ambassade og ved de særdeles pinlige afsløringer, som fulgte efter Iranske studenters møjsommelige rekonstruktion af ambassadens makulerede arkiv.

Også Sovjetunionen, som også betragtede Iran som strategisk vigtigt, havde tabt meget. Det havde støttet revolutionen gennem Irans kommunistparti og havde siden måttet se sine allierede blive udsatte for en brutal udrensning og præsteskabet overtage al magt.

Arabiske lande med vestligt indsatte og/eller støttede regimer frygtede på deres side, at den muslimske revolution skulle sprede sig fra Iran til deres egne befolkninger.

Samlet var der et stærkt internationalt incitament for en irakisk krigsførelse mod Iran.
Den 22. september 1980 gik Irak til angreb på Iran. Krigen blev blodig og langvarig og varede indtil, at Iran gik med på en våbenhvile den 20. august 1988. Omkring 1 million mennesker døde som følge af krigen.
Saddam fik under krigen blandt andet støtte fra USA, Storbritannia, Sovjetunionen, Frankrig, Tyskland, Saudi-Arabien, Kuwait, Jordan og Egypten. USA forsynede samtidig også i hemmelighed Iran med våben (Iran-Contras-skandalen).
Mod iranske soldater og civile anvendte Irak kemiske våben, blandt andet nervegasserne sennepsgas og tabun. USA's udenrigsdepartement, som var godt kendt med egen ulovlig eksport af sådanne våben til Irak, nægtede at fordømme Iraks brug af disse.
De alvorligste brud på menneskerettighederne fandt imidlertid sted i sidste del af krigen, da regimet gennemførte en klar folkemordspolitik mod den kurdiske befolkning i det nordøstlige Irak. I løbet af 1988 blev 100.000-200.000 kurdere dræbt, og tusindvis af landsbyer raserede. Oprørstyrkerne og civile landsbyer blev angrebne med giftgas, og den 16. marts 1988 mistede henved 5.000 mennesker livet, da byen Halabja blev angrebet med gas.

## 1990-1991 Golfkrigen
Den mislykkede krig mod Iran havde ødelagt Iraks økonomi, og i 1990 valgte Saddam Hussein at okkupere det olierige naboland Kuwait. Kuwait var blandt Iraks største kreditorer og havde lånt Irak 65 milliarder dollars under otteårskrigen mod Iran Irak okkuperede Kuwait og erklærede dette som Iraks 19. provins.

### Operation Desert Storm
FN intervenerede i 1991 med en international styrke omfattende af 30 lande ledede af USA og Storbritannien. Dette blev kaldt Operation Desert Storm. Saddam Hussein erklærede umiddelbart, at en eventuel krig med Irak ville udvikle sig til "moderen af alle krige". Krigen varede i 100 dage, og irakerne blev drevet ud af Kuwait. Ironisk nok blev irakernes nederlag betegnet af amerikanske sejrherrer som "moder af alle nederlag for Irak". De allierede styrker gik ind i og okkuperede dele af Sydirak, men valgte at standse der og trak sig siden ud igen. Præsident George Bush senior besluttede, at Hussein ikke skulle afsættes. Husseins specialtropper blev heller ikke nedkæmpede.

### Efterspil
I løbet af krigen havde Bush kontinuerlig opfordret det irakiske folk til at gøre oprør og lovet, at allierede styrker ville komme til undsætning, hvis de gjorde det. Ved krigens afslutning fulgte både sjia-arabere i syd og kurdere i nord denne opfordring. USAs styrker gik imidlertid ikke bare fra sit løfte om støtte, de lavede åbninger i deres stillinger således, at Husseins elitestyrker kunne komme frem til oprørerne. Oprøret blev slået ned med stor brutalitet.
I syd blev hundredetusinder af sjia-oprørere dræbt under kampene og opgøret, som fulgte.
I nord havde kurdiske oprørere frigjort de fleste områder med kurdisk flertal, her under Kirkuk, men få dage efter blev de drevet tilbage af republikanergarden. Flere millioner kurdere flygtede nu mod Iran og Tyrkiet. Skønsvis en million kom ind i Iran, mens flygtningene på den tyrkiske grænse blev stoppede af den tyrkiske hær, som ikke ville have flere kurdere end, de allierede havde.
For at lette presset på Tyrkiet oprettede Storbritannien og USA med støtte fra FN en sikker zone på irakisk område. Fra denne zone udviklede der sig en selvstyret kurdisk region. Efter, at Saddam Hussein i 1972 trak alle sine styrker ud og ophørte med at betale lønninger til offentlig ansatte i regionen, blev regionen konsolideret gennem valg til et regionalt parlament.

## 1981-2003 Sanktioner og kontinuerlig bombning

### Internationale sanktioner og konsekvenser af disse
FN fornyede den internationale blokade, som var indført efter okkupationen af Kuwait pga. at vilkårene i våbenhvileaftalen ikke blev opfyldte. Sanktionerne ramte den irakiske økonomi hårdt med mad- og medicinmangel som følge. I følge rapporter fra WHO kunne en stigning på en halv million dødsfald blandt børn under fem år direkte tilskrives sanktionerne. Unicef gav sin tilslutning til WHO's tal, og en række andre uafhængige rapporter bekræftede også dette. I et interview med 60 minutes i 1996 fik USA's daværende FN-ambassadør, Madeleine Albright, spørgsmålet, om hun mente, at en halv million døde børn var en pris værd at betale. Hennes svar var at "Dette er et vanskeligt valg, men vi mener, at prisen er det værd."
I 1995 blev FNs "olie for mad"-program indført . Dette forbedrede forholdene noget, men programmet var behæftet med korruption både fra FNs og Iraks side. Saddam fortsatte med at trodse verdenssamfundet, og sanktionerne fortsatte.

### Flyforbudzonene
Officielt var vestlige statsledere oprørte over Husseins behandling af oprørerne efter krigen, og blandt andet begrundet med beskyttelse af disse befolkningsgrupper indførte USA derfor flyforbudszoner i Nord- og Sydirak.
Håndhævelsen af flyforbudzonerne blev imidlertid kraftig kritiseret for ikke at være fulgt op i henhold til denne begrundelse, blandt andet fordi allierede styrker til stadighed blev beordrede ud af sine sektorer i Nordirak hver gang, Tyrkiet udførte straffeekspeditioner mod kurdiske irakere. Piloter fra USAs luftforsvar beskrev de syn, som mødte dem ved deres tilbagevenden, som "meget traumatiske".

## 2003-2011: Amerikansk ledet invasion og okkupation
I foråret 2003 blev Irak invaderet af en koalition ledet af USA og Storbritannien. Krigen varede i 100 dage og endte med, at Saddam Husseins regime blev styrtet, og at koalitionstyrkerne okkuperede Irak.
Casus Belli: USAs hovedbegrundelser for krigen var, at Irak skulle besidde masseødelæggelsesvåben (som man dog ikke fandt), at Irak støttede terrororganisationer (dette er omstridt), og at Saddam Husseins regime var et brutalt diktatur, som begik overgreb mod sin egen befolkning (dette er ikke omstridt). Man ønskede også at indføre demokrati i Irak i håb om, at dette skulle brede sig til resten af Mellemøsten.
Det er en udbredt opfattelse, at der kan have ligget andre politiske og økonomiske grunde bag invasionen. Dette med tanke på de olieressourcer, som Irak besidder, og Iraks strategiske position i det olierige og politisk vigtige Mellemøsten. Polens udenrigsminister Wlodzimierz Cimoszewicz udtalte efter krigen i 2003, at Polen aldrig havde lagt skjul på, at landet havde som mål, at flest mulige polske firmaer skulle få oliekontrakter i Irak .
Krigens ofre: Under dække af modstand mod den amerikanske okkupation har irakiske oprørsgrupper gennemført en lang række angreb mod militære og civile mål. I henhold til tal fra det amerikanske militær, gennemførte irakiske oprørsgrupper 34.131 angreb i 2005.
Antallet af irakere dræbte siden krigen startede i marts 2003 er omstridt. Ifølge Iraq Body Count er omkring 100.000 blevet dræbt i perioden 2003-10. Tidsskriftet The Lancet præsenterede den 11. oktober 2006 en rapport baseret på spørgeundersøgelser af 1.850 irakiske husholdninger, som konkluderede, at op imod 650.000 irakere er døde i perioden fra invasionens start til juli 2006, de fleste af disse som ofre for irakiske væbnede grupper. (Engelsk Wikipedia har en uddybende artikel om dette.) Den irakiske regerings overslag var i november 2006 på ca 150.000.
Pr 12. november 2006 havde 3.091 koalitionssoldater mistet livet, af dem 2.847 amerikanere, 125 briter, 32 italienere, 18 ukrainere, 17 polakker, 13 bulgarere, 11 spanioler, 6 danskere, 5 salvadoreanere, 3 slovakker, 2 thailændere, 2 australiere 2 nederlændinge, 2 estere, 2 rumænere, 1 fijianer, 1 ungarer, 1 kasakhstaner og 1 lette.
Okkupationsstyrkenes påståede krigsforbrydelser: Amerikanske og allierede styrker udførte en lang række overgreb mod irakisk civilbefolkning:
- Den 30. april 2004 afslørede magasinet The New Yorker, at amerikanske soldater havde tortureret irakiske fanger i Abu Ghraib-fængslet. Billeder og video, som var lækket ud af fængslet, cirkulerede i tv og aviser over hele verden. 7 amerikanske soldater blev bragte for krigsret og dømt for ugerningerne. Arkiveret 25. oktober 2007 hos  Wayback Machine
- Den 19. november 2005 var der en massakre i den irakiske by Haditha. En amerikansk styrke blev angrebet i byen, og en soldat blev dræbt. 24 civile, mange kvinder og børn, blev senere fundet dræbte. De amerikanske soldater kom senere under efterforskning.
- Den 15. marts 2006 var der en massakre i den irakiske by Ishaqi: 11 mennesker, her under 4 børn og 5 kvinder blev dræbte. Amerikanske soldater blev mistænkte men frikendte af amerikanske efterforskere. De irakiske myndigheder reagerede stærkt på dette og igangsatte sin egen efterforskning.

Oprørsgruppernes krigsforbrydelser: Væbnede modstandere af okkupationen og af den demokratisk valgte regering har gennemført en lang række bombeangreb rettede mod civile mål, som har dræbt og såret hundrede tusinder af civile irakere. Sådanne grupper har som mål at forhindre opbygning af politi og sikkerhedsstyrke, at ødelægge infrastrukturen og at sprede angst terror. De vigtigste væbnede grupper havde sunni-arabisk baggrund og rettede sine angreb mod sjia-arabere. Også den sjiitiske Mahdi-hær beskyldtes for omfattende overgreb.
- 1. februar 2004: to selvmordsbombere dræbte 105 mennesker i den kurdiske hovedstad Arbil. Massakren blev udført af den sunnitiske gruppe Jaish Ansar al-Sunnah til støtte for Ansar al-Islam.
- 2. marts 2004: 140 personer, hovedsagelig sjiitter, drept av selvmordsbombere i Karbala og Bagdad.
- 28. februar 2005: 125 mennesker dræbte i kø uden for sygehuset i den sjiittiske by Hilla.
- 14. september 2005: 182 arbejdssøgende dræbte af selvmordsbombere i Bagdad.
- 5. januar 2006: 110 personer dræbte af selvmordsbombere. En vigtig sjiamoské i Samara blev ødelagt.
- 7. april 2006: selvmordsbombere dræbte 85 personer i en sjiamoské i Bagdad
- 23. november 2006: mere end 200 sjiitter dræbte af en serie selvmordsbombere i Sadrbyen, Bagdad.
- 14. august 2007: mere end 350 medlemmer af den kurdiske minoritetsreligion yezidismen dræbte af en serie bilbomber.